# Piz Terza
Le Piz Terza est un sommet de la chaîne de Sesvenna (Alpes rhétiques) à la frontière entre l'Italie et la Suisse. Il culmine à 2 908 ou 2 909 mètres d'altitude.